# Sylvester Roper

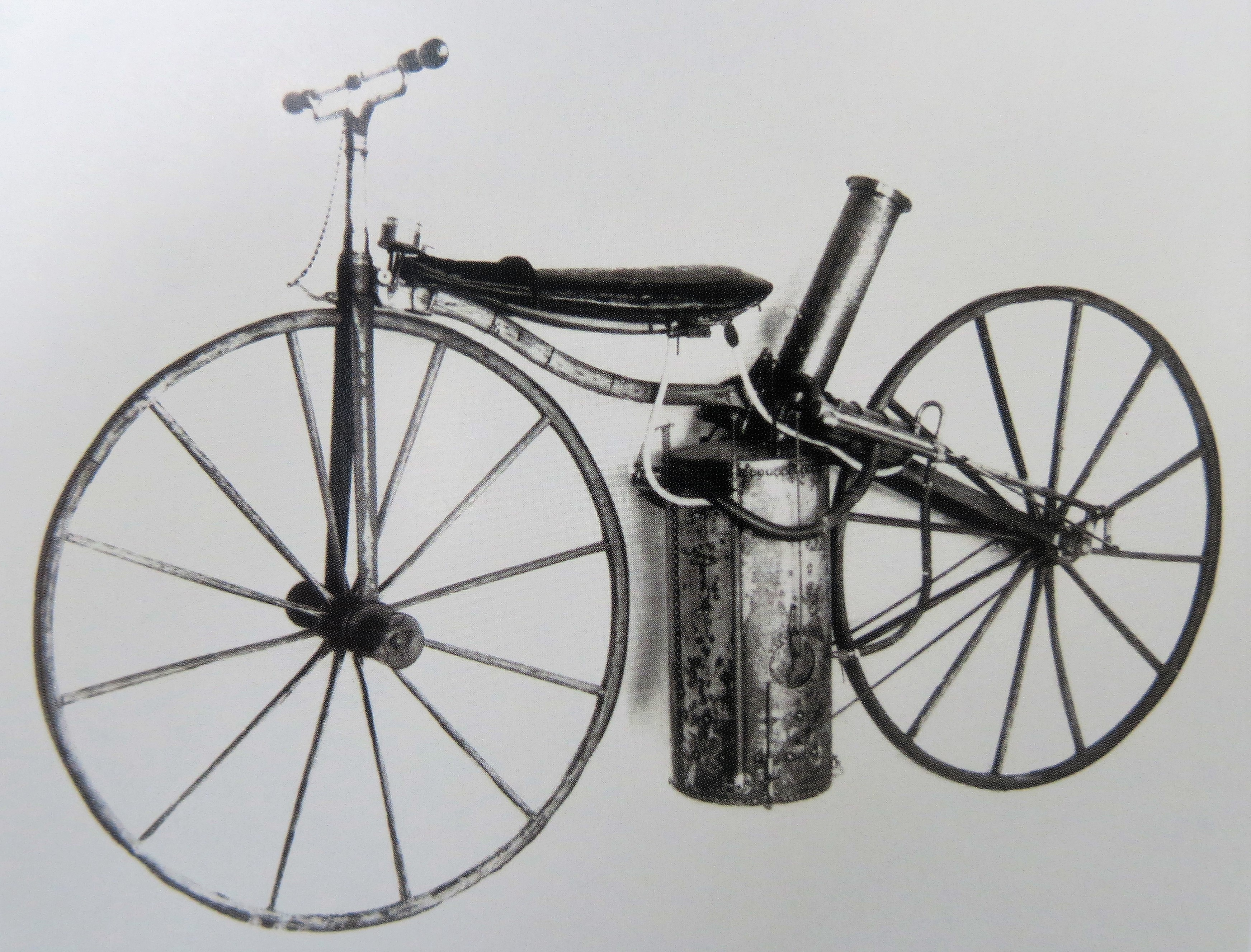
Ropers första ångvelociped

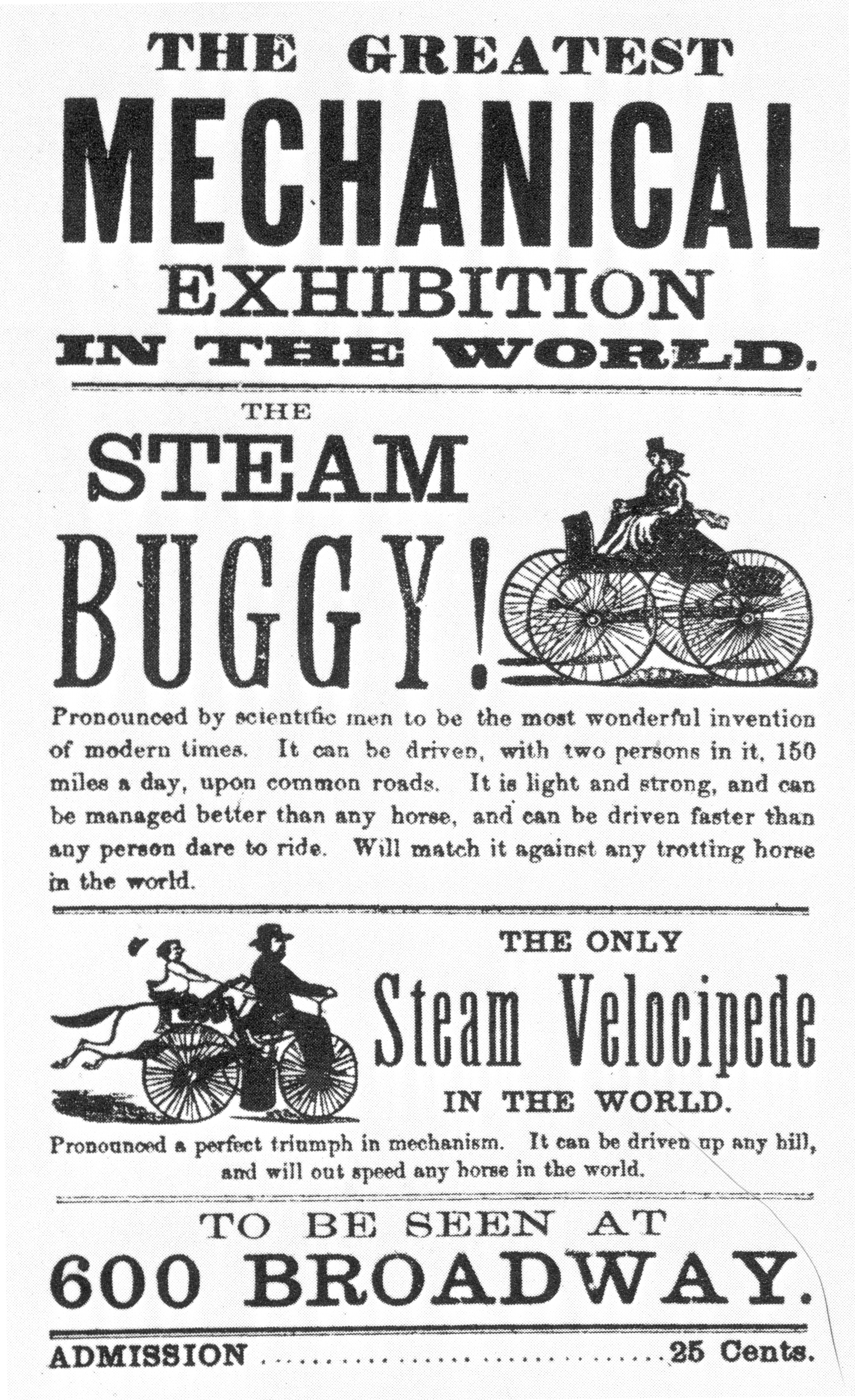
Reklamblad för förevisning av Ropers ångfordon

Sylvester Howard Roper, född 24 november 1823 i Francestown, New Hampshire i USA, död 1 juni 1896 i Cambridge, Massachusetts i USA, var en amerikansk uppfinnare. 

## Uppväxt
Sylvester Roper var son till möbelsnickaren Merrick Roper (född 1792) och Susan Roper. Han växte upp i Francestown i New Hampshire och hade an äldre bror som var husmålare, två yngre systrar samt en yngre bror som blev maskinist på Singer Sewing Machine Manufactory i Boston, och senare juvelerare.
Han började tidigt tillverka mekaniska föremål: vid 12 års ålder en ångmaskin och vid 14 års ålder en ångmaskin för ett lokomotiv. Han lämnade Francestown vid ung ålder och arbetade som maskinist på olika platser. Han gifte sig med Almira Hill 1845. År 1854 flyttade han till Boston i Massachusetts.

## Uppfinnare
I mitten av 1850-talet uppfann Sylvester Roper en symaskin. År 1861 uppfann han en varmluftsmaskin och lade in ansökningar om flera patent på sådana maskiner. Han lyckades till slut bygga en serie motorer på mellan en och fyra hk. År 1869 fanns 200 av Ropers varmluftsmaskiner i drift.
År 1863 byggde han en ångvagn och några år vad som kan ha varit den första motorcykeln. Roper gjorde också flera förbättringar av hagelgeväret. Tillsammans med sin son Charles konstruerade han maskinell utrustning för skruvtillverkning, en uppfinning som sonen fortsatte att förvalta efter faderns död.

## Ropers ångveleociped
Huvudartikel: Ropers ånvgelociped
Ropers ångvelocioped var en av tre kandidater till att vara den första motorcykeln, jämte Michaux-Perreaux ångvelociped från något av samma år och den senare Daimler Reitwagen från 1885. Både Michaux-Perreaux ångvelociped och Ropers ångvelociped har endera 1867, 1868 eller 1869 som förmodat tillverkningsår enligt olika bedömningar. De kan ha tillverkats samma år, eller så är endera av dem äldre. Vissa experter på motorcykelhistoria anser att ingen av dem kan definieras som en "riktig" motorcykel, eftersom de antingen inte har en bensinförbränningsmotor eller saknar den teknologi som kännetecknar senare serieproducerade motorcyklar. Dessa experter menar därför att den äldsta motorcykeln var Wilhelm Maybachs och Gottlieb Daimlers Daimler Reitwagen från 1885.
Roper byggde sin första ångvelociped med en ram från den tidens nyligen framtagna benskakare. Senare konstruerade han 1894 en ny variant, som använde sig av en ram från den då modernare säkerhetscykeln.